# Dolmen von Rondossec

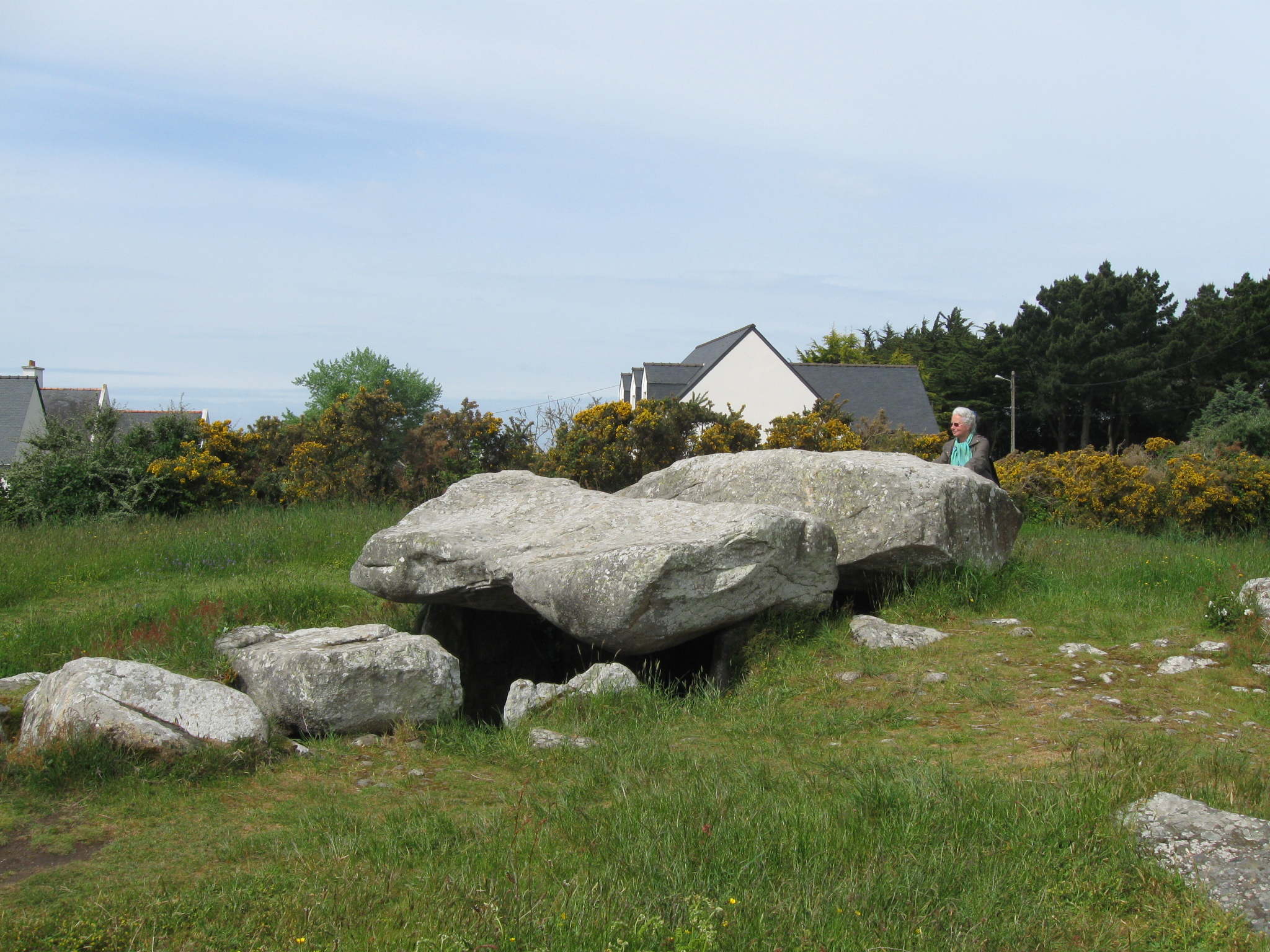
Der mittlere Dolmen von Rondossec

Die Drei Dolmen von Rondossec (französisch Trois dolmens dans le tumulus de Rondossec) liegen an der Rue Hoche am Nordrand der Gemeinde Plouharnel, in der Nähe von Carnac, im Département Morbihan, in der Bretagne. Dolmen ist in Frankreich der Oberbegriff für Megalithanlagen aller Art (siehe: Französische Nomenklatur).
Der 20 m Durchmesser aufweisende weitgehend abgetragene Cairn wurde 1849 von der „Gesellschaft zur Erschließung der Goldschätze der Dolmen“ erforscht. Dabei wurden zwei Goldketten portugiesischen Typs aus der Zeit um 2000 v. Chr. gefunden. Seit dem Jahr 1862 ist die Anlage ein Monument historique.
- Der Westdolmen, von dem die Kammersteine fehlen, ist eine kleine Megalithanlage, die, zwischen den Randsteinen des Cairns und der zentralen Anlage eingeklemmt, wohl zuletzt entstanden ist. Der ursprüngliche Cairn bestand aus den beiden etwa gleich großen, anderen Anlagen.
- Der mittlere Dolmen hat eine längere Kammer, zu der hin sich der Gang mit verengtem Eingang flaschenförmig erweitert.
- Der Ostdolmen mit einer rechteckigen Kammer, mit kleiner Nebenkammer, hat einen elf Meter langen Gang.

Der größte Teil aller Deckenplatten ist erhalten. Einige weisen rechteckige Einkerbungen auf und zeigen Spaltversuche. Der Ankauf des Grundstücks durch den Staat konnte die weitere Zerstörung verhindern. Neben den in der Bronzezeit dort vergrabenen Goldketten hat das Monument die klassischen neolithischen Grabbeigaben geliefert: Beile, Feuersteine und Vasen.

Dolmen von Rondossec
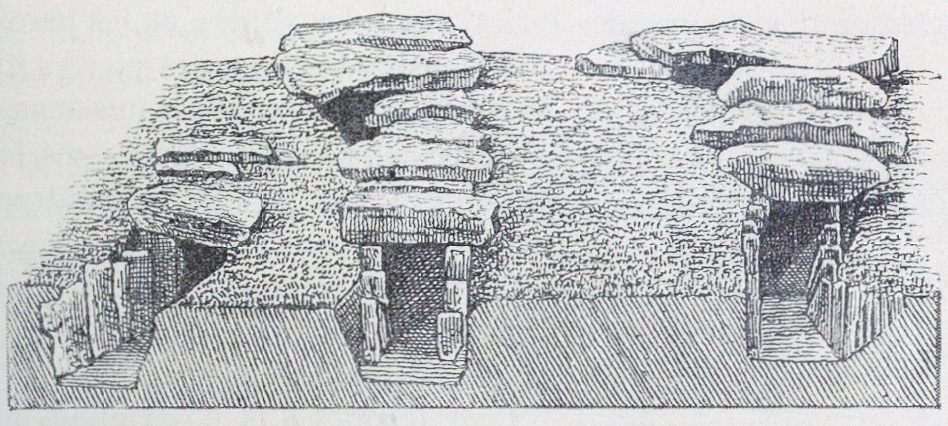
von Louis Figuier
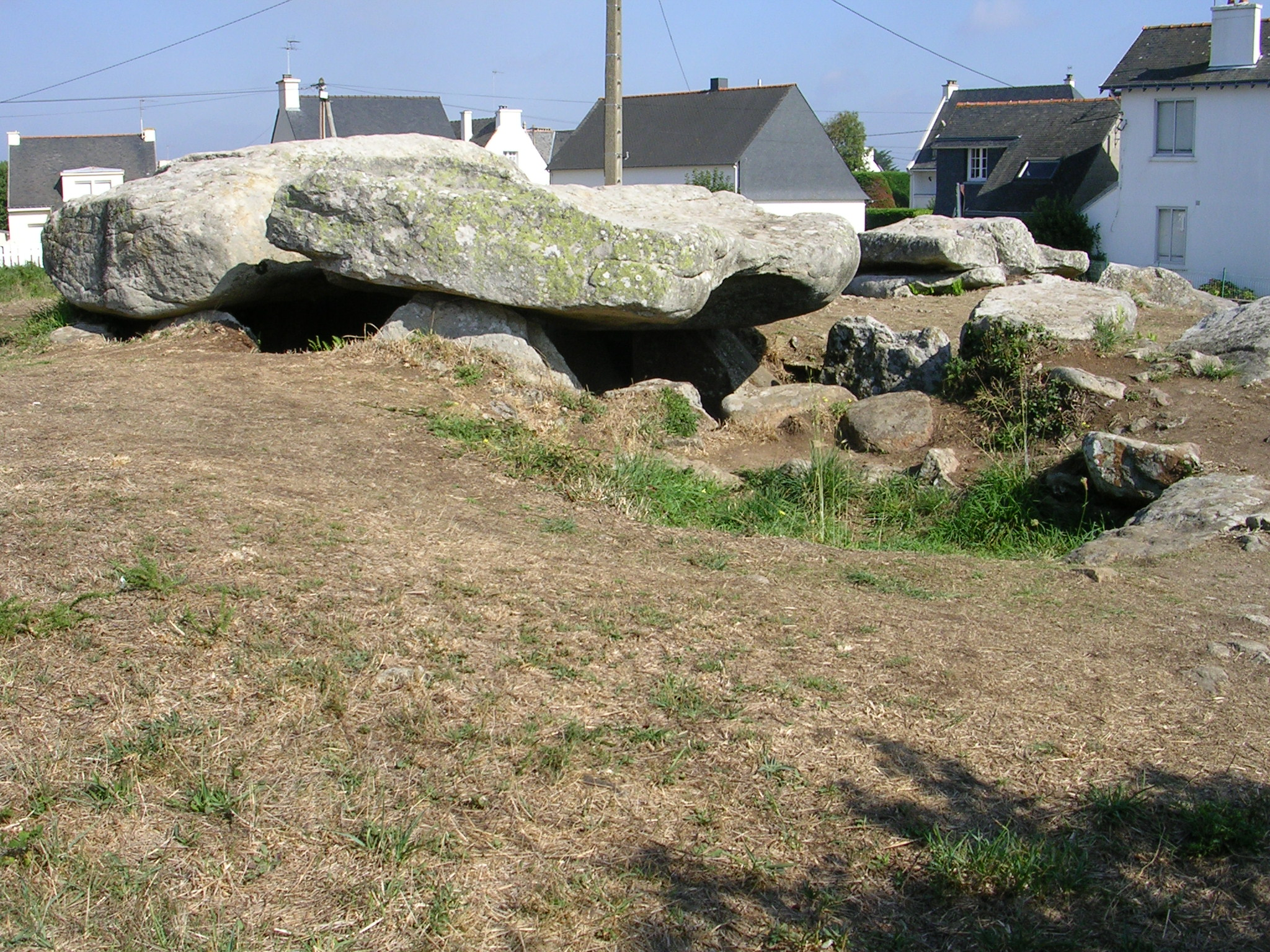
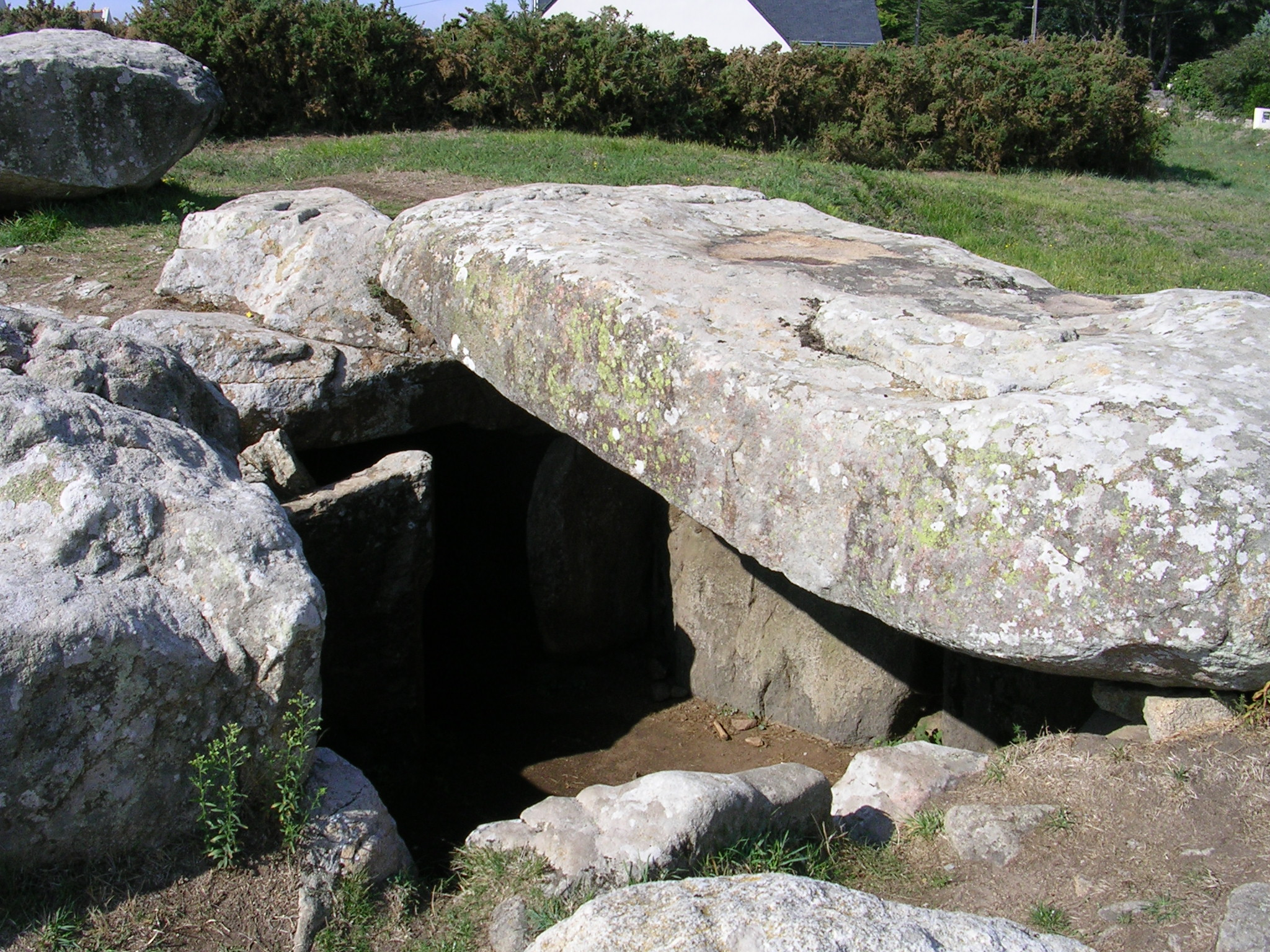
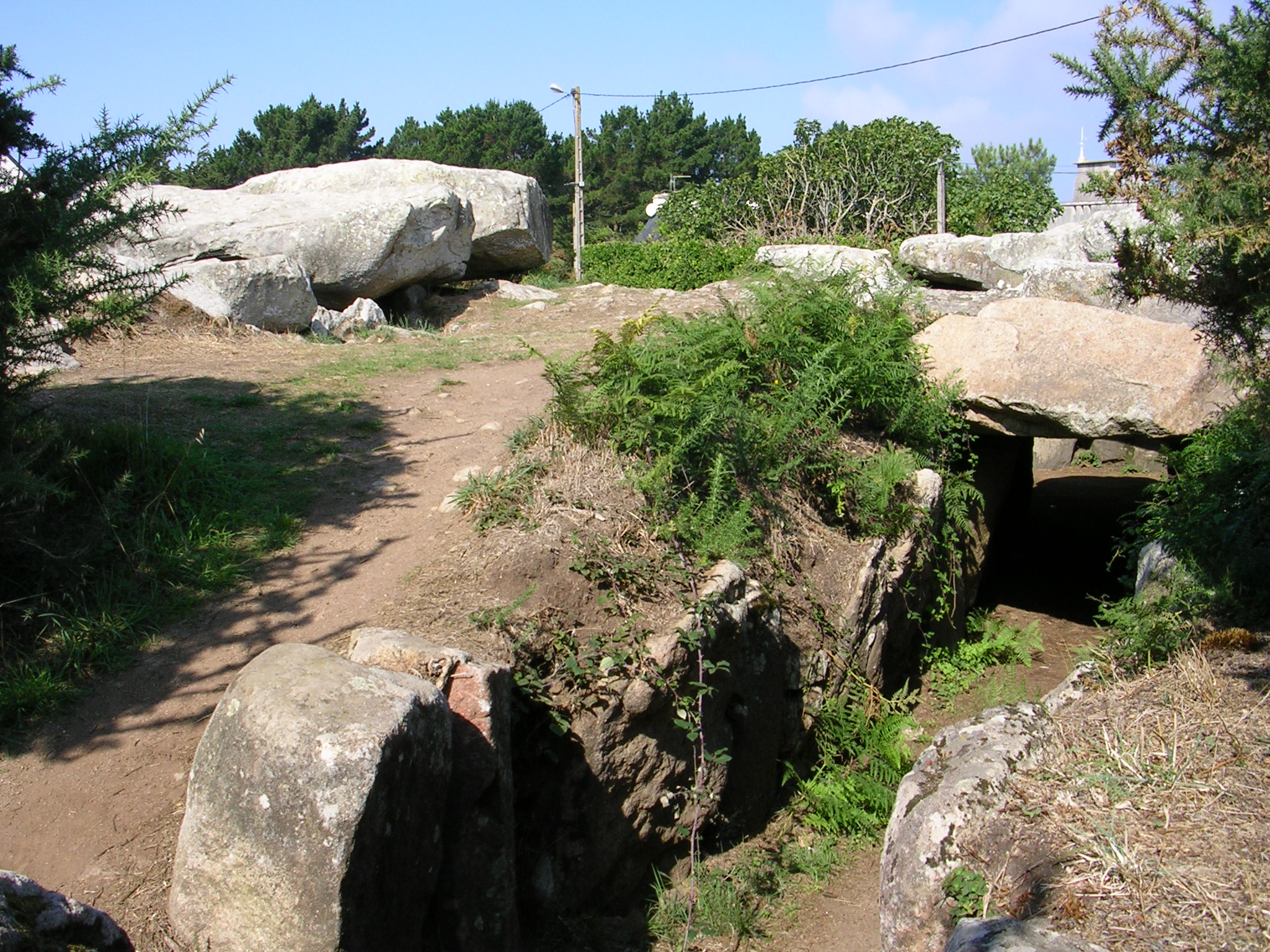
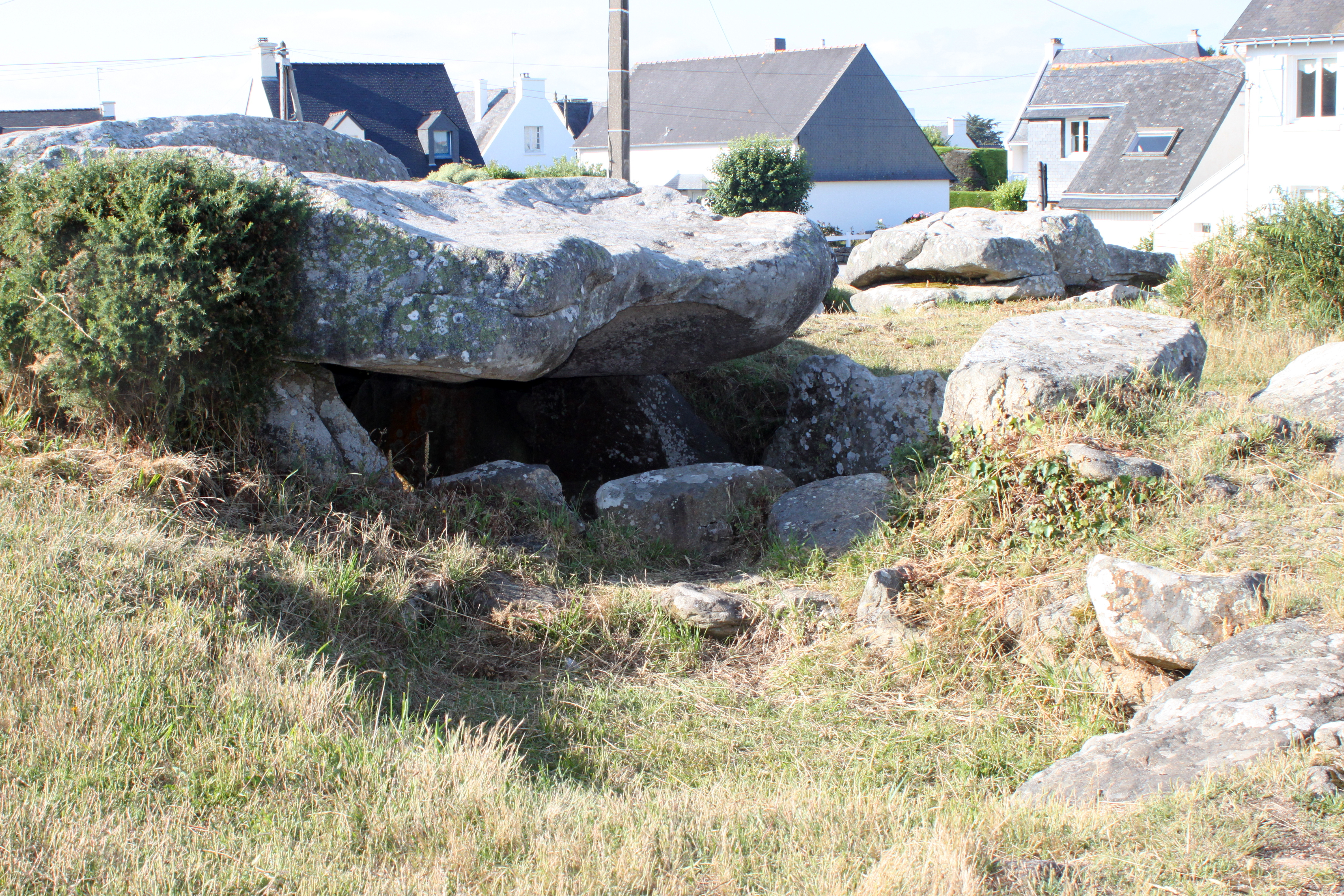

In der Nähe liegt der Dolmen von Cosquer.